# 前置格
前置格（缩写：prep）和后置格（缩写：post）是一种格，分别标记两种介词的宾语。这个术语可用在名词有与特定前置代词结合的单独词形变化类别的语言中。
因为这些介词所连接的宾语常常表达方位，这些格有时也会被称为方位格：捷克语和斯洛伐克语中是lokál（与lokatív相对），波兰语中是miejscownik。这与其词源一致：斯拉夫语前置格来自原始印欧语方位格（出现在亚美尼亚语、梵语和古拉丁语）。 所谓“第二方位格”发现于现代俄语，其起源最终相同。
在爱尔兰语和苏格兰盖尔语中，（大多数）介词的宾语名词都会被前置格标记，特别是前面是定冠词的情况下。传统语法中，前置格常被当做是与格，但这并不正确，因为这个格独特地与前置词相关。不过，不是所有前置词都能触发前置格标记，有一小群“复合”前置词以属格标记其宾语，这些前置词历时上来自加了前置词的名词的语法化（比较“在...前”“因为...”）。许多名词已经不再展现特别的前置格形式。
普什图语中也有一个只与特定前置介词出现的格。更常见的叫法是“第一斜格”而不是前置格。
许多其他语言中应用“前置格”这个术语并不恰当，因为前置词所连接的名词形式也可出现在非前置介词语境下。例如，英语中介词可以连接主格或宾格，动词亦然。德语中前置词可以连接属格、与格或宾格，这些格中没有任何一个和介词有独特的联系。